# Regla de san Antonio

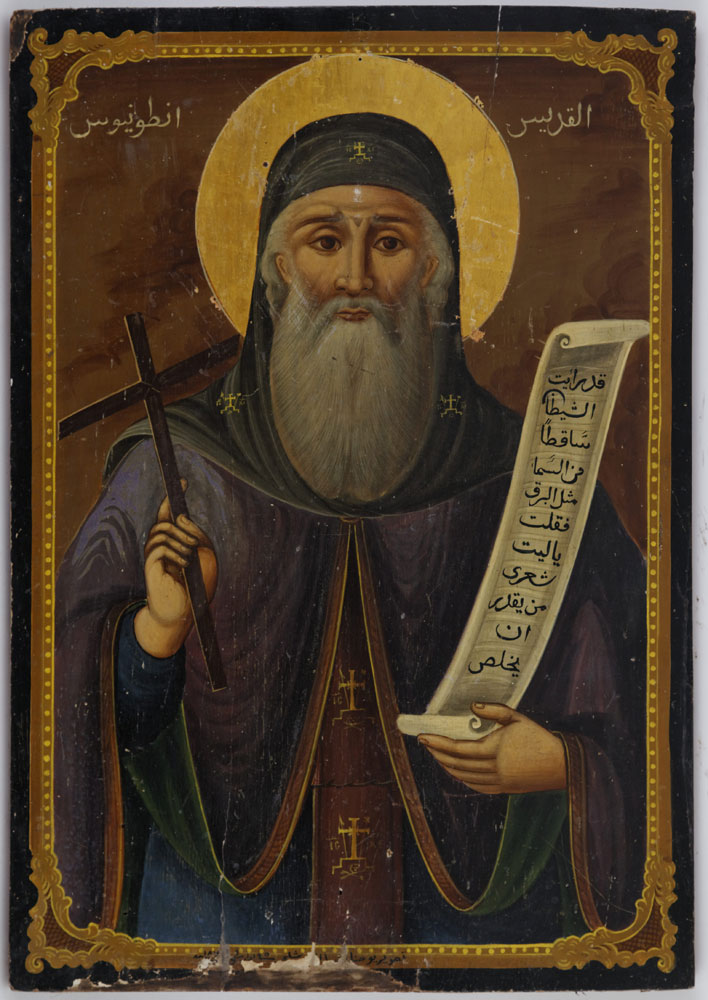
Antonio el Grande no escribió ninguna regla de vida para su discípulos, sin embargo, la Regla que lleva su nombre es la base de vida de los antiguos monjes antonianos y de las actuales órdenes y congregaciones que lo tienen como modelo. Imagen: San Antonio el Grande (con la Regla en la mano), icono en óleo sobre tabla, estilo copto, de finales del.

La Regla de san Antonio es una de las primeras reglas monásticas, escrita, según la tradición, por Antonio el Grande. Sin embargo, el estado actual de las investigaciones histórico-críticas descartan la autoría y la datan hacia la segunda mitad del siglo IV, luego de la muerte del anacoreta y más próxima a la Vita Antonii de Atanasio.

## Historia
Antonio Abad no escribió para sus discípulos anacoretas ninguna regla de vida, sin embargo, seguramente la influencia que sobre ellos y el futuro monacato sirio, y más tarde libanés, de una supuesta Regla de san Antonio (datada hacia la segunda mitad del siglo IV), que llevaban como norma de vida los antiguos monjes antonianos. La primera mención de la Regla de san Antonio se remonta hacia el siglo VIII o IX. Entre los documentos que han llegado hasta hoy, resalta un manuscrito árabe traducido al latín por Abraham Ecchelensis en 1646. En el Archivo Apostólico Vaticano, además del manuscrito árabe, se encuentra uno sirio, de origen jacobita y que tiene interpolaciones de algunos preceptos del abad Isaías de Scete en el siglo XII (esta última es conocida también como Regla de Isaías).

## Contenido
El escrito tiende a ser una guía espiritual para un asceta ermitaño, sin embargo en ella se ven elementos de tipo monástico, lo que da a los estudiosos la idea de datarla hacia el siglo IV, durante el proceso del paso de eremitismo al cenobitismo. La Regla contiene instrucciones sobre la organización y vida en común de los monjes, especialmente en la primera etapa de formación. De los actuales votos de pobreza, castidad y obediencia, es el de la pobreza el que viene remarcado como medio importante para obtener la humildad, sin embargo el eremita es libre de disponer de sus modestas pertenencias. Estipula momentos de trabajo y de silencio, vistos como momentos de tribulación y de duelo necesarios para adquirir la ya mencionada humildad. Niños y mujeres son señalados como peligrosos para la pureza del monje.

## Influencia
La Regla de san Antonio fue la base de vida de los primeros monjes, llamados por la historiografía, antonianos. Los monasterios antonianos fueron unidos en una Orden religiosa, en 1695 y tomaron como norma de vida la versión árabe de la regla. Con la división de la Orden de San Antonio, en diversas órdenes religiosas, el documento pasó a ser la base de las diversas ramas que aún hoy continúan llamándose antonianos, a saber: la Orden Libanesa Maronita, la Orden de los Antonianos Maronitas, la Orden Antoniana Mariamita y la Orden de San Ormisda de los Caldeos. Otras congregaciones y órdenes basan sus actuales constituciones en dicha normativa, entre ellas: las Antonianas maronitas y los Antonianos de San Efrén.
Si bien la Orden Mequitarista sigue la Regla de San Benito, en sus orígenes pretendían vivir según la de san Antonio, pero la Santa Sede obligó a sus miembros a escoger entre la Regla de san Basilio y aquella.